# Kulpin (Serbie)
Pour les articles homonymes, voir Kulpin.
Kulpin (en serbe cyrillique : Кулпин ; en slovaque : Kulpín) est une localité de Serbie située dans la province autonome de Voïvodine. Elle fait partie de la municipalité de Bački Petrovac dans le district de Bačka méridionale. Au recensement de 2011, elle comptait 2 755 habitants.
Kulpin est officiellement classé parmi les villages de Serbie.

## Géographie
Kulpin se trouve entre Bački Petrovac et Ravno Selo. Au sud-ouest du village passe le Mali kanal, qui relie Stapar à Novi Sad et qui fait partie du système du canal Danube-Tisa-Danube. Kulpin est situé sur la route Gložan-Bački Petrovac-Kulpin-Ravno Selo.

## Architecture

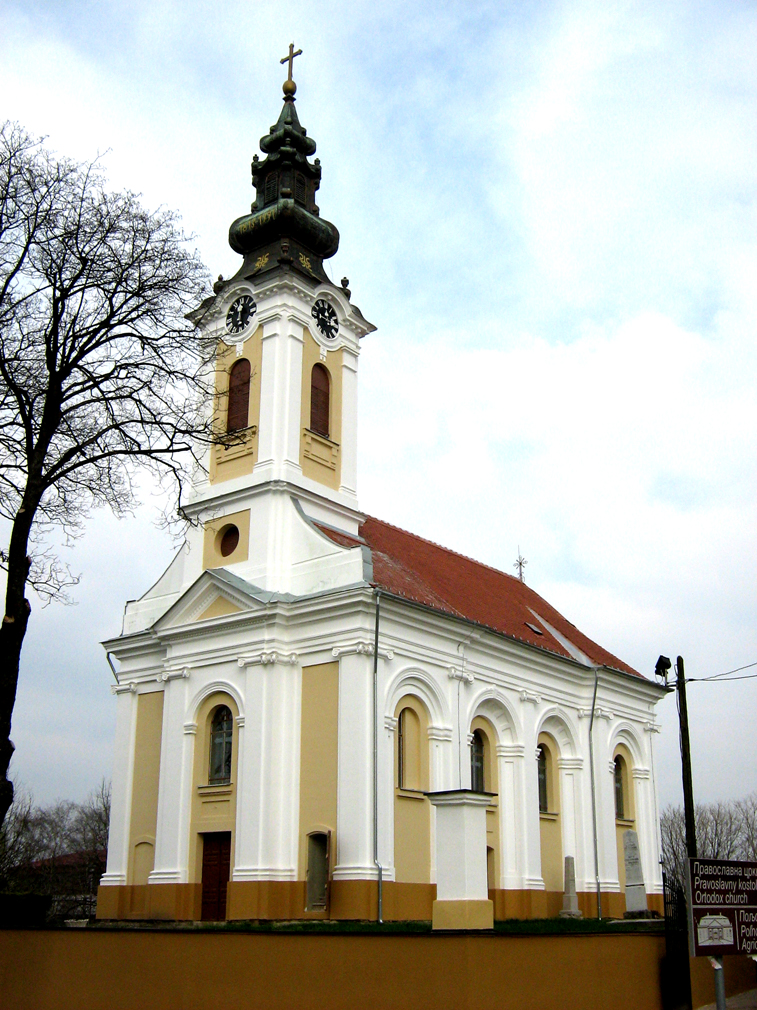
L'église orthodoxe de Kulpin

## Démographie

### Évolution historique de la population
| 1948  | 1953  | 1961  | 1971  | 1981  | 1991  | 2002  | 2011  |
| ----- | ----- | ----- | ----- | ----- | ----- | ----- | ----- |
| 3 578 | 3 728 | 3 742 | 3 312 | 3 226 | 3 203 | 2 976 | 2 755 |

|  |

## Culture
Kulpin abrite un Musée de l'agriculture.

## Sport
Le FK Kulpin est le club de football de la localité.

## Personnalités
- Stefan Stratimirović (1757-1836), métropolite de Karlovci de 1790 à 1836 ;
- Georgije Branković (1830-1907), archevêque de Karlovci ;
- Feliks Kutljik III (1883-1954), éditeur, historien ;
- Milan Michal Harminc (1869-1964), architecte slovaque ;
- Pavel Čanji (né en 1953), peintre slovaque qui travaille à Kulpin.